# Naleraq
Die Naleraq, bis 2021 Partii Naleraq (grönländisch für „Peilmarke“ oder „Orientierungspunkt“), ist eine politische Partei in Grönland.

## Geschichte
Die Partii Naleraq wurde am 8. März 2014 vom ehemaligen Premierminister Hans Enoksen offiziell gegründet, nachdem er aus der Siumut ausgetreten war. Anlass war der Vorwurf einer verfehlten Fischereipolitik sowie die Berufung des Lebensgefährten der Premierministerin Aleqa Hammond zum Ratgeber des Fischereiministers. Enoksen hatte bereits zuvor im Oktober 2013 im Parlament gegen seine Partei und die Aufhebung des Abbauverbotes von Uran gestimmt. Im Oktober 2014 erklärte Anthon Frederiksen, dass er mit seiner Kattusseqatigiit Partiiat nicht wieder antreten werde, löste die Partei auf und schloss sich der Partii Naleraq an. 2018 erhielt die Partei zusätzlichen Zulauf durch die Auflösung der Partii Inuit, deren Vorsitzender Nikku Olsen sich ebenfalls der Partii Naleraq anschloss.
Bei der ersten Wahl nach Parteigründung wurde die Partii Naleraq nur knapp hinter den Demokraatit viertstärkste Kraft. Nach dem Zerbrechen des Kabinetts Kielsen I wurde die Partii Naleraq Mitglied des Kabinetts Kielsen II, das bis zum Ende der Legislaturperiode im Amt war. Nach der Parlamentswahl 2018, bei der die Partei ihr Ergebnis leicht verbessern konnte, wurde sie Mitglied des Kabinetts Kielsen III. Noch im selben Jahr verließ die Partei die Regierung wieder aus Protest gegen die dänische Finanzierung der geplanten neuen grönländischen Flughäfen.
Im Februar 2021 gab die Partei bekannt, ihren Namen von Partii Naleraq (PN) in Naleraq (N) zu ändern und zudem ihr Logo zu modernisieren, das statt einem Inussuk eine stilisierte Boje zeigen soll. Die Änderung soll auf dem nächsten Parteitag offiziell übernommen werden. Bei der Parlamentswahl kurz darauf verschlechterte sich das Wahlergebnis der Naleraq leicht im Vergleich zu 2018, konnte aber erstmals drittstärkste Kraft werden. Bei der Wahl 2025 wurde die Partei mit dem besten Ergebnis der Parteigeschichte zweitstärkste Kraft.

## Politische Ausrichtung
Den Namen der Partei, der sich mit „Peilmarke“ übersetzen lässt, rührt laut Hans Enoksen daher, dass es in der grönländischen Politik zum Zeitpunkt der Gründung an einer solchen fehlte, auf die der politische Kurs hinzielt. Sie lässt sich als zentristisch und populistisch einordnen.
Bei der Gründung der Partei gab die Führung als politische Ziele vor allem den Einsatz für den weniger wohlhabenden Teil der Grönländer ein, die als Fischer und Jäger in den Dörfern und Außendistrikten in Nord- und Ostgrönland leben. Für sie sollten die Fangquoten erhöht, Preise gesenkt und die Wohnsituation verbessert werden. Der Fokus wurde darauf gelegt, dass sich die grönländische Bevölkerung mittels Fischfang, Jagd, Viehhaltung und Landwirtschaft selbst versorgen kann und weniger abhängig von Importen ist.
Vor der Wahl 2018 gab die Partei als neues politisches Hauptziel die Unabhängigkeit im Jahr 2021 anlässlich des 300. Jubiläums der Kolonialisierung Grönlands durch Hans Egede an. Die Partei macht häufig die Kolonialgeschichte, den dänischen Staat und die Rigsfællesskabet für die gesellschaftlichen Probleme Grönlands verantwortlich und fordert die schnellstmögliche Unabhängigkeit, um Handelspartnerschaften mit anderen Ländern eingehen zu können und somit die wirtschaftliche Abhängigkeit von Dänemark zu verringern. Im Zuge des US-amerikanischen Interesses für Grönland unter Donald Trump zeigte sich die Partei im Gegensatz zu den übrigen Parteien von daher offen für eine verstärkte Zusammenarbeit mit den USA.

## Parteivorsitzende
- 2014–2022: Hans Enoksen
- seit 2022: Pele Broberg

## Wahlergebnisse

### Parlamentswahlen
| Wahl | Stimmen | Stimmenanteil | Sitze  | Platz | Folge                                           |
| ---- | ------- | ------------- | ------ | ----- | ----------------------------------------------- |
| 2014 | 3.423   | 11,7 %        | 3 / 31 | 4     | Opposition, ab 2016 Juniorpartner der Regierung |
| 2018 | 3.931   | 13,6 %        | 4 / 31 | 4     | Juniorpartner der Regierung, ab 2018 Opposition |
| 2021 | 3.249   | 12,3 %        | 4 / 31 | 3     | Juniorpartner der Regierung, ab 2022 Opposition |
| 2025 | 7.009   | 24,8 %        | 8 / 31 | 2     | Opposition                                      |

### Folketingswahlen
| Wahl | Stimmen | Stimmenanteil | Sitze | Platz | Abgeordneter    |
| ---- | ------- | ------------- | ----- | ----- | --------------- |
| 2015 | 1.058   | 5,2 %         | 0 / 2 | 3     | nicht vertreten |
| 2019 | 1.565   | 7,8 %         | 0 / 2 | 5     | nicht vertreten |
| 2022 | 2.416   | 12,2 %        | 0 / 2 | 4     | nicht vertreten |